# Registr smluv
Registr smluv (též ISRS) je informační systém veřejné správy provozovaný od 1. července 2016 Ministerstvem vnitra ČR, v němž veřejné instituce v souladu se zákonem 340/2015 Sb. zveřejňují soukromoprávní smlouvy a smlouvy o poskytnutí dotace nebo návratné finanční výpomoci v hodnotě nad 50 tisíc Kč bez DPH. Účinnost smluv je podmíněna jejich uveřejněním v ISRS nejpozději do 30 dnů od jejich uzavření.

## Právní rámec
Dnem 1. července 2016 vstoupil v účinnost Zákon o registru smluv. K tomuto datu byla zpřístupněna i k němu vyhrazená datová schránka a spuštěn Informační systém registru smluv (ISRS) s veřejným rozhraním na Portálu veřejné správy. Správcem a provozovatelem ISRS je Ministerstvo vnitra, které také vydalo metodický návod k aplikaci zákona. 
Od 1. července 2017 smlouvy, jichž se zákon týká, nabývají účinnosti zásadně teprve dnem uveřejnění v registru. Nebudou-li naopak takové smlouvy, s výjimkou metadat podléhajících obchodnímu tajemství, uveřejněny v registru do tří měsíců od jejich uzavření, bude se na ně pohlížet, jako by byly už od počátku (ex tunc) zrušeny. Toto pravidlo bylo však relativizováno novelou zákona č. 249/2017 Sb. Pokud totiž je úřad v dobré víře, že splňuje podmínky zákona, zrušení se odkládá, dokud se to řádným způsobem nedozví.
Pokud je smlouva uveřejněna podle zákona o registru smluv, je tím splněna i povinnost takovou smlouvu uveřejnit podle zákona o veřejných zakázkách. Toto pravidlo ale neplatí naopak.

## Působnost registru smluv
Povinnost využívat registr smluv se týká státu, územně samosprávných celků (obce vykonávající rozšířenou působnost, tedy tzv. obce III. stupně), příspěvkových organizací, firem patřících státu, kraji nebo obci, České televize a dalších veřejných institucí. Výjimku z povinnosti zveřejňovat smlouvy má Parlament ČR, Nejvyšší kontrolní úřad, Ústavní soud, Kancelář prezidenta republiky a Kancelář Veřejného ochránce práv. 
Zákon se nevztahuje na 
- smlouvy do 50 000 Kč bez DPH,
- smlouvu s fyzickou osobou - nepodnikatelem (pokud se nepřevádí vlastník nemovitosti),
- obrazové přílohy jako je výkres, projektová dokumentace, model, vzor a výpočet,
- smlouvu o činnosti zpravodajských služeb, orgánů činných v trestním řízení nebo zajišťování bezpečnosti a obrany České republiky,
- smlouvu, jejíž místo plnění je mimo území ČR,
- smlouvu uzavřenou adhezním způsobem,
- dokumenty související s návrhem rozpočtu předkládaným rozpočtovému výboru Poslanecké sněmovny,
- smlouvu uzavřenou na komoditní burze, na regulovaném trhu, v dražbě nebo v aukci,
- smlouvy s akciovou společností obchodovanou na burze, v níž má stát/ÚSC většinu,
- smlouvu podle autorského zákona,
- smlouvu o poskytování zdravotních služeb / úhradě očkovacích látek,
- smlouvu s obcí, která nevykonává rozšířenou působnost a jejími organizacemi,
- smlouvy v souvislosti s mimořádnou událostí ohrožující život, zdraví, majetek nebo životní prostředí

U smluv s opakujícím se plněním uzavřených na dobu neurčitou (např. smlouva o nájmu) MV doporučuje počítat hodnotu smlouvy jako součet plnění za období 5 let, a to v souladu se zákonem č. 151/1997 Sb., o oceňování majetku.

## Vkládání dat
Kterákoliv ze smluvních stran může vložit smlouvu do registru. Ke vložení smlouvy do registru se využijí elektronické formuláře a datové schránky. Smlouva (přesněji řečeno „elektronický obraz textového obsahu smlouvy v otevřeném a strojově čitelném formátu“) bude XML přílohou datové zprávy. Registr smluv podporuje následující formáty:
- Portable Document Format (.pdf)
- Word 97-2003 (.doc)
- Office Open XML (.docx)
- Rich Text Format (.rtf)
- OpenDocument Text (.odt)
- Plain Text (.txt)

Kromě online formuláře je možno využít i externí aplikaci, např. spisovou službu, a aplikační rozhraní.
Metadata ke smlouvě jsou dostupná pro strojové zpracování ve formátu xml a jeho definice v xsd (tzv. otevřená data). Metadata musí obsahovat minimálně
- identifikaci smluvních stran,
- vymezení předmětu smlouvy
- cenu nebo hodnotu předmětu smlouvy, lze-li ji určit a
- datum uzavření smlouvy.

Identifikaci nebo cenu lze z metadat vyloučit, jsou-li tato metadata obchodním tajemstvím. Osobní údaje a obchodní tajemství může vkládající osoba před odesláním ke zveřejnění na smlouvě znečitelnit. 
Smlouva, na niž se vztahuje povinnost uveřejnění, nabývá účinnosti nejdříve dnem uveřejnění. To neplatí pro smlouvy uzavřené v krajní nouzi nebo k odvrácení újmy v souvislosti s mimořádnou událostí ohrožující život, zdraví, majetek nebo životní prostředí. Dále pro smlouvy na léčiva nebo zdravotnické prostředky. 
Nebyla-li smlouva uveřejněna do tří měsíců ode dne, kdy byla uzavřena, platí, že je zrušena od počátku.

## Informační systém
Dodavatelem Informačního systému registru smluv je plzeňská CONTACID Company a.s. O technickém řešení, s výjimkou aplikačního rozhraní, nebyla veřejnost informována.
Správce registru neodpovídá za správnost smluv a metadat v něm uložených. Registr smluv udržuje historii (verzování) záznamu.

## Význam a kritika
Registr smluv kritizovat ředitel České televize. Roku 2017 získaly jisté výjimky například veřejné vysoké školy, veřejné výzkumné instituce, Česká televize nebo Český rozhlas a další instituce.
Registr smluv měl být nástrojem zvyšujícím transparentnost nakládání s veřejnými prostředky. Díky publikování smluv veřejných institucí má veřejnost mít možnost kontrolovat hospodárnost nakládání s financemi a majetkem a také srovnávat, za jakou cenu jednotlivé úřady pořizují srovnatelné zboží nebo služby. 
Vyhnout se publikování je však snadné (viz výše) a v registru je již po dvou letech více než 4 000 smluv s neuvedenou cenou.
Podle kritiků je dále v některých oborech jen malá konkurence. Kartelová dohoda je pak velmi snadná a sledování dohodnutých cenových pravidel zaplatí daňový poplatník.
Část zakázek státní správy je navíc zadávána bez výběrových řízení, a to opakovaně a beztrestně. Dílčí zveřejnění smluv tento problém neřeší. V ISRS některým kritikům dále chybí zprávy o kontrolách plnění smlouvy, přehled smluvních partnerů povinných osob atd.

## Registr smluv na Slovensku
Centrálny register zmlúv byl přijat na Slovensku za vlády Ivety Radičové v roce 2010. Podle očekávání vedlo jeho zavedení k úsporám v řádech milionů euro. Právě pozitivní zkušenost ze Slovenska byla jedním z hlavních argumentů jeho propagátorů v ČR, např. platformy Rekonstrukce státu.